# À nous la marine
Pour plus de détails, voir Fiche technique et Distribution.
À nous la marine (Call Out the Marines) est un  film américain en noir et blanc réalisé par Frank Ryan et William Hamilton, sorti en 1942.

## Synopsis
Deux ex-sergents des Marines des États-Unis se disputent l'affection d'une serveuse du Café « Shore Leave ». Ils soupçonnent également le propriétaire du café d'exploiter un réseau d'espionnage nazi qui a volé d'importants plans de la marine américaine. En réalité, le propriétaire est un agent du gouvernement américain qui tente de trouver le véritable espion...

## Fiche technique
- Titre français : À nous la marine[1]
- Titre belge : À nous la marine
- Titre original : Call Out the Marines
- Réalisation : Frank Ryan et William Hamilton
- Scénario : Frank Ryan, Andrew Bennison, James Edward Grant
- Producteur : Howard Benedict
- Société de distribution : RKO Pictures
- Musique : Harry Revel
- Photographie : J. Roy Hunt, Nicholas Musuraca
- Montage : Theron Warth
- Pays d'origine : États-Unis
- Genre : comédie musicale, Film de guerre, Film d'espionnage
- Format : noir et blanc - 1,37:1 - son mono (RCA Sound System)
- Durée : 67 minutes
- Dates de sortie : 
  - États-Unis : 13 février 1942
  - France : 23 octobre 1942

## Distribution
- Victor McLaglen : Jimmy McGinnis
- Edmund Lowe : Harry Curtis
- Binnie Barnes : Violet 'Vi' Hall
- Paul Kelly : Jim Blake
- Robert Smith : soldat Billy Harrison
- Dorothy Lovett : Mary
- Franklin Pangborn : Wilbur the Waiter
- Corinna Mura : Zana Zaranda
- George Cleveland : barman
- The King's Men : Quartet
- Six Hits and a Miss : groupe musical

## Production
Avec l'introduction de la conscription aux États-Unis et la Seconde Guerre mondiale, la majorité des studios de cinéma américains, grands et petits, tournent des comédies sur le service militaire. Le Corps des Marines des États-Unis, qui avait coopéré avec les producteurs de À nous la marine, est indigné lors de la projection privée du film en décembre 1941 : il juge le film « mauvais pour le moral » et ordre est donné de ne pas le diffuser dans les salles. Cependant, le film sortira tout de même après l'entrée des États-Unis dans la guerre.